# Bordils (kommunhuvudort)
Bordils är en kommunhuvudort i Spanien.   Den ligger i provinsen Província de Girona och regionen Katalonien, i den östra delen av landet, 600 km öster om huvudstaden Madrid. Bordils ligger 45 meter över havet och antalet invånare är 1 434.
Terrängen runt Bordils är platt åt nordost, men åt sydväst är den kuperad. Runt Bordils är det ganska glesbefolkat, med 29 invånare per kvadratkilometer. Närmaste större samhälle är Girona, 9,7 km sydväst om Bordils. I omgivningarna runt Bordils växer i huvudsak blandskog.